# 12 Trianguli
12 Trianguli en gulvit jätte i stjärnbilden Triangeln. 
12 Tri har visuell magnitud +5,29 och befinner sig på ett avstånd av ungefär 165 ljusår.